# 走向共和
『走向共和』（そうこうきょうわ）は、2003年に中国CCTVで放送された歴史ドラマである。全59話。日本未放送のため、正式な邦題は無いが、「共和へ向かう」「共和への道」などと訳されている。

## 概要
1894年、清朝末期に勃発した日清戦争開戦前夜から、1916年に中華民国の袁世凱帝政（中華帝国）が崩壊するまでの歴史を扱った物語。
中国政府に対しての批判があるとして再放送が中止になったり、一部削除された状態で放映されるなど、中国政府の干渉を受けたとされる。
理由としては、西太后に対する描写が中国共産党の歴史観と合わないことが挙げられる。このドラマの中では、西太后は西洋の文化を取り入れ、中国の近代的国家建設に理解を示した人物として描かれている。しかし、従来の中国共産党の歴史観では、西太后は国政を牛耳る独裁者という否定的な評価を与えられている。また孫文にしても、彼が五権憲法や三民主義に関する演説のシーンが中国共産党によって削除されていることから、中国共産党に都合の悪い部分を中国人民に見せないようにしたと言われている。
中国では、これらの削除シーンを追加した「完全版」なるものがインターネットに上げられている。
明治天皇役に矢野浩二、伊藤博文役に平田康之を起用するなど、日本人俳優が多数登場している。また、孫文が日本で亡命生活をする場面などでも、それまでの中国ドラマに少なかった好意的な日本像なども描かれている。しかし、日本人側の台詞やセットなどの考証が不正確な点が見られる。
日本での放映はないが、台湾の緯来綜合台や、中国電視公司が『満清末代王朝』の名前で2003年に放映した。香港でも、2005年に無綫電視が放映権を買い、放映された。

## キャスト

### 主役
- 李鴻章：王冰
- 西太后：呂中
- 孫文：馬少驊
- 袁世凱：孫淳
- 光緒帝：李光潔

### 配役
- 栄禄：戈治均
- 慶親王奕劻：徐敏
- 翁同龢：張矩
- 張之洞：廖丙炎
- 李蓮英：李永貴
- 康有為：孫甯
- 梁啓超：張含
- 明治天皇：矢野浩二
- 伊藤博文：平田康之
- 伊東祐亨：中村文平
- 陸奥宗光：桑名湧
- 盛宣懐：温海波
- 黄興：李傳纓
- 宋教仁：喬立生
- 小村寿太郎：神谷秀澄
- 西郷従道：星野晃